# بيتروفسك
بيتروفسك، ساراتوف أوبلاست (بالروسية: Петровск) هي إحدى مدن روسيا في الكيان الفدرالي الروسي ساراتوف أوبلاست.

## أعلام
- تاتيانا كازانكينا